# موريس كاري بليك
موريس كاري بليك (بالإنجليزية: Maurice Carey Blake)‏ هو سياسي أمريكي، ولد في 20 أكتوبر 1815، وتوفي في 26 سبتمبر 1897 في الولايات المتحدة بسبب نوبة قلبية. حزبياً، نشط في الحزب الجمهوري. وقد انتخب عمدة سان فرانسيسكو ‏.